# Válečná banda
Válečná banda (v originále War Pigs a v mezinárodní distribuci známý také jako Saints and Soldiers: War Pigs) je americký válečný akční film z roku 2015, který režíroval Ryan Little podle scénáře spolunapsaného Lukem Schuetzlem a Adamem Emersonem. Jedná se o čtvrtý díl filmové série Saints and Soldiers a samostatné pokračování filmu Přežili jsme území nikoho (v originále Saints and Soldiers: The Void). Ve filmu hrají Luke Goss, Dolph Lundgren, Chuck Liddell a Mickey Rourke.

## Děj
Kapitán americké armády Jack Wosick dostane vedení nesourodé jednotky známé jako War Pigs na tajnou misi za nepřátelskými liniemi. Jejich úkolem je získat informace o nacistické superzbrani V-3, obřím dělu, které by poskytlo nacistům nezvratnou výhodu nad Spojenci. S podporou kapitána Hanse Picaulta, německého odbojáře sloužícího v Cizinecké legii, a plukovníka A.J. Reddinga, zkušeného veterána z první světové války, musí Jack vycvičit svou novou jednotku, vést ji a získat si její respekt tak, aby se stala funkční průzkumnou jednotkou.

## Obsazení
- Luke Goss jako kapitán/poručík Jack Wosick
- Dolph Lundgren jako kapitán Hans Picault
- Chuck Liddell jako seržant McGreevy
- Mickey Rourke jako plukovník A.J. Redding
- Noah Segan jako svobodník/desátník August Chambers
- Steven Luke jako "Kazatel"
- Ryan Kelley jako vojín William York
- Jake Stormoen jako vojín Frenchy Buckle
- K.C. Clyde jako vojín Moffatte